# Association sportive Tempête Mocaf
Pour les articles homonymes, voir Tempête (homonymie).
Actualités
L'AS Tempête Mocaf est un club de football de la République centrafricaine basé à Bangui.
C'est le plus titré du pays avec 12 succès en championnat, à égalité avec l'Olympic Real de Bangui.

## Histoire
Le club est fondé en 1940.

## Palmarès
- Championnat de République centrafricaine (12) :
  - Champion : 1976, 1984, 1990, 1993, 1994, 1996, 1997, 1999, 2003, 2009, 2014, 2018-19

- Coupe de République centrafricaine (7) :
  - Vainqueur : 1974, 1982, 1985, 1992, 2003, 2011, 2020